# Myrsilos
Myrsilos (altgriechisch Μύρσιλος Mýrsilos, † um 600 v. Chr.) war ein Tyrann von Mytilene auf Lesbos.
Myrsilos gehörte vermutlich zur mitylenischen Familie der Kleanaktiden und war ein Anhänger, vielleicht Bruder des 612 gestürzten Melanchros. Nach Beendigung der Kampfhandlungen gegen Athen um Sigeion loderten die Zwistigkeiten und Fehden um die politische Macht in Mytilene wieder auf. Myrsilos kehrte aus der Verbannung zurück und machte sich um 610 zum Tyrannen. Nachdem ein geplanter Anschlag verraten wurde, sahen sich seine Gegenspieler unter der Führung des Pittakos und des Alkaios und dessen Brüder gezwungen, ins Exil nach Pyrrha zu gehen. Doch arrangierte sich Pittakos mit dem Machthaber, so dass er dorthin zurückkehren konnte. „Nach dem Treuebruch des Pittakos versuchte die adlige Opposition um Alkaios und Antimenidas allem Anschein nach gegen Mytilene zu marschieren und lieferte sich mit den Speerträgern des Myrsilos einen aussichtslosen Kampf. Der Tyrann aber saß fest und sicher in Mytilene.“
Als Myrsilos um 600 den Tod fand – ob bei einem Attentat oder auf natürliche Weise, ist nicht zu klären – frohlockte Alkaios: „Jetzt her den Wein, jetzt heißt es, wüst getrunken, Denn Myrsilos ist heut’ ins Grab gesunken!“ Marion Giebel urteilt allerdings: „Ein finsterer, blutiger Tyrann scheint Myrsilos nicht gewesen zu sein, auch wenn ihn die Schmähverse des Alkaios so darstellen.“